# Sandsteinbrüche bei Kättelvik
Die Sandsteinbrüche bei Kättelvik liegen westlich von Sundre an der äußersten Südwestküste der schwedischen Insel Gotland an einem sich zwischen dem Klinthang von Husryggs (Naturreservat) im Osten und dem Meer im Westen entlang windenden Weg.
Sandstein gibt es in dem Gebiet von Grötlingbo bis zur Südspitze der Insel. Die Steinbrüche, in denen es seit frühgeschichtlicher Zeit Steinbearbeitung gab, lagen hier einst dicht an dicht. Im Mittelalter wurde Baumaterial für Kirchen und Häuser und für die Herstellung von Taufsteinen gebrochen – sowohl für die eigenen Kirchen als auch für den Export. Im 16. und 17. Jahrhundert war die Blütezeit. Damals wurden große Mengen Sandstein für die Schloss- und Palastbauten Dänemarks gebrochen. Als Gotland im Jahre 1645 schwedisch wurde, wurde der Export zum Festland umgeleitet. Außer den Bausteinen wurden auch Portale, Kamineinfassungen, Altäre und Grabmonumente hergestellt. Die Kunstfertigkeit der gotländischen Steinmetze war groß, und in Burgsvik ließen sich bekannte Steinmetzgeschlechter nieder.
Die kleinen Brüche (schwed. Kulorna) waren in geschichtlicher Zeit im Besitz der Bauern der umliegenden Gemeinde. Das Steinbrechen war ein saisonaler Zusatzerwerb zur Landwirtschaft und Fischerei. Hergestellt wurden hier später große Mengen von Schleifsteinen, die Herstellung fand ihren Höhenpunkt am Ende des 19. und zu Beginn des 20. Jahrhunderts. Im Jahre 1873 wurde in Burgsvik die Gotländische Schleifsteingesellschaft gegründet, die um 1900 rund 150 Angestellte hatte. Heute arbeiten nur noch etwa zehn Personen bei der Schleifsteinherstellung von Burgsvik. Bei Kättelvik kann man im Sommer die handwerkliche Sandsteinbearbeitung und Herstellung von Schleifsteinen beobachten.